# Верховний лорд
Верховний лорд (англ.: Paramount, походить від англо-французького слова paramont, що означає «вгорі», або par a mont, що означає «вгорі чи на вершині гори») — найвища влада або найважливіша особа. Це слово вперше було використано як термін феодального права, оверлорда, верховного лорда, який утримував свій феод, не маючи жодного вищого лорда, і, таким чином, протиставлявся месне лорду, тому, хто тримав феод від вищого. Ті, хто утримував свої лени від того, хто не був верховним лордом, отримали відповідний термін «paravail» (від par aval, що означає «в долині»). Англійські юристи плутали це слово з «корисність», допомога, допомога, прибуток і застосовувалося до фактичного працюючого орендаря землі, найнижчого орендаря або мешканця.
Добре задокументованим прикладом першорядної влади є лордство Боуленд. У 1311 році воно було включене як частина Честі Клітеро до графства Ланкастер. Після 1351 року воно управлялося як частина герцогства Ланкастерського, де герцог Ланкастерський (з 1399 року — суверен) визнавався верховним лордом над Лісом Боуленд і десятьма маєтками Ліберті Боуленд. Як верховний лорд, він був названий лордом-королем Боуленда.
Маркіз Ексетерський є спадковим лордом-верховником Пітерборо.
Термін верховний лорд використовувався в інших юрисдикціях загального права, включаючи Нью-Йорк (1852). У 1992 році позиція королеви Єлизавети II як верховного лорда щодо системи землеволодіння в Австралії була підтверджена та пояснена рішенням Високого суду Австралії у справі Мабо проти Квінсленда (№ 2).